# Endectyon hymani
Endectyon hymani är en svampdjursart som först beskrevs av Dickinson 1945.  Endectyon hymani ingår i släktet Endectyon och familjen Raspailiidae. Inga underarter finns listade i Catalogue of Life.